# Ivete Sangalo
Ivete Maria Dias de Sangalo
(Juazeiro, 27 de mayo de 1972) es una cantante, presentadora de televisión, actriz y compositora de canciones brasileña. Nació en el interior de Bahía, en una familia de músicos.

## Carrera
Comenzó tocando en pequeños bares, como la mayoría y, enseguida, realizó algunos shows en ciudades del interior de Bahía, llegando a presentarse en Pernambuco. En su ciudad natal, recibió una invitación para abrir el show de Geraldo Azevedo, en el teatro del Centro de Cultura João Gilberto.
De regreso a la capital bahiana, fue invitada a participar de una micareta en la ciudad de Morro do Chapéu, donde conoció al productor Jonga Cunha, fundador de Bloque Eva. Con ello se inicia el reinado de Ivete en Banda Eva, grupo con el que lanzó seis álbumes, vendiendo más de cuatro millones de copias. Actualmente (2007) Ivete Sangalo, con su carrera de solista, llega a la marca de dos millones de discos vendidos. Antes, en 1992, la artista ganó el trofeo Dorival Caymmi a la mejor intérprete. Su carrera solista comenzó oficialmente a fines del miércoles de ceniza de 1999, su último carnaval con la Banda Eva. Entre abril, mayo y junio de ese mismo año grabó las 14 canciones que componen su primer disco solista "Ivete Sangalo".
En seguida, lanzó "Beat Beleza", comenzando una gira nacional por Salvador - ella siempre comienza por la capital bahiana para enfatizar su origen - en el mismo parque de exposiciones, donde a fines de 2001 lanzó su tercer disco "Festa".
En agosto de 2003 lanzó su cuarto disco solista, "Clube Carnavalesco, Inocentes em Progresso". En marzo de 2004, lanzó el CD MTV ao Vivo Ivete Sangalo y a fines de 2005 lanzó su disco Super Novas, para luego, grabar su éxito "Abalou".
En Portugal Ivete Sangalo ganó su reputación durante el Rock in Río 2004, y a partir de ahí la cantante comenzó a conquistar Portugal, haciendo conciertos en Lisboa, Madeira, etc. Volvió en el Rock in Rio 2006, en el primer día (el más vendido), haciendo cantar junto a ella a más de 100.000 personas. En el Carnaval de Salvador, ese mismo año (2006), hizo dúo con el cantante irlandés Bono, líder del grupo U2, quién dijo acerca de Ivete:
"Ivete es una de mis cantantes favoritas y yo la descubrí esta semana! Creo que es una gran estrella, y debe ser una gran estrella en el mundo. Ella tiene una interesante combinación de carisma y de inteligencia. Y esta es una gran combinación: cuerpo, mente y alma. Cuando usted tiene los tres juntos y agregue el ritmo, esta es Ivete ".
A finales de 2006 Ivete grabó su segundo DVD - Multishow ao Vivo Ivete no Maracanã, ante una audiencia de 60.000 personas!
Compartió el escenario con cantantes como Alejandro Sanz, quien dijo que Ivete debería ser clonada.

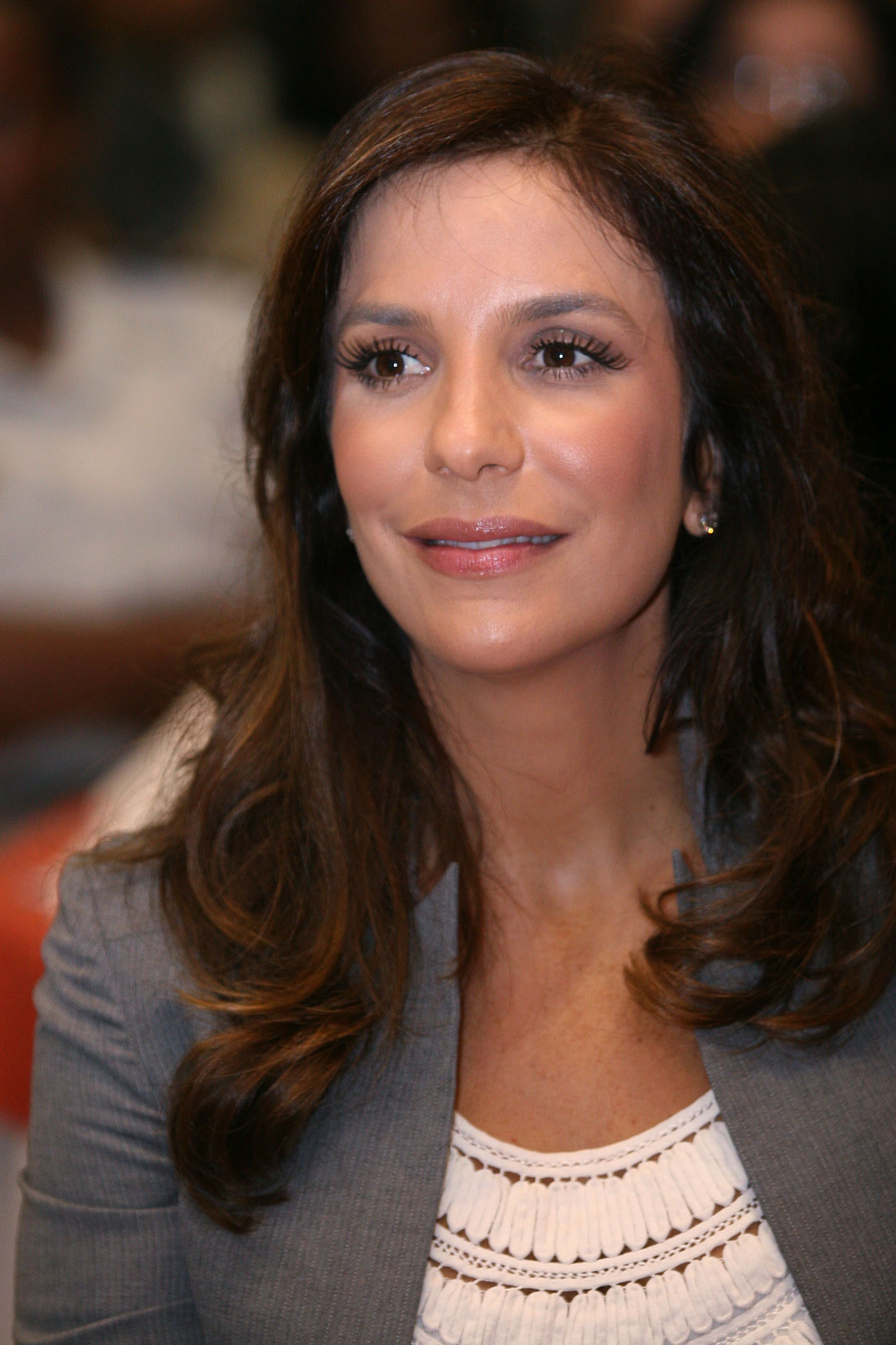
Sangalo en 2011.

En 2008, logrado vender 604.000 copias vendidas de su DVD en vivo en el Maracaná.
Es considerada la mayor cantante brasileña de la actualidad, tanto en su país natal como en Portugal. Ha sido nominada 14 veces para los Latin Grammy Awards.
Su colaboración con Miguel Bosé en la canción "Olvídame tú", incluida en álbum "Papito", publicado en marzo de 2007 y repleto de colaboraciones de estrellas de carácter mundial, le está abriendo las puertas del mercado español.
También ha cantado en su DVD 'Multishow ao Vivo: Ivete no Maracanã', la conocida canción "Corazón Partío" de Alejandro Sanz.
Ha lanzado su primer sencillo en español, su nombre es "Si yo no te amase tanto así".
En alguna ocasión ha grabado 'Gotas de Ti' en colaboración a Sergio Vallín (guitarrista de Maná) en su CD solista 'Bendito entre las mujeres'. Ha colaborado también a B.J. Thomas en su CD - Once I Loved (O Amor Em Paz), en la canción The Girl From Ipanema.
Además de grabar con Juan Luis Guerra, la canción "Não tenho lágrimas" para el proyecto "Cidade do Samba".
A finales de 2010, se presentó en el Madison Square Garden en Nueva York. Sangalo compartió el escenario con Juanes de Colombia (Darte), Diego Torres de Argentina (Ahora ya Sé), Nelly Furtado (Where it begins) e Seu Jorge, cantante brasileño, (Pensando em nós dois) .
También en 2010 fue invitada a participar en un show en Dallas, de la banda estadounidense Dave Matthews Band.
Además de todo eso, la bella Sangalo, participó en el DVD del cantante italiano Gigi D'Alessio, Radio City Hall de Nueva York, junto de grandes nombres de la música, como Paul Anka, Liza Minnelli, Anastasia, Sylvester Stallone y Lionel Ritchie.
Recientemente colaboró con Diego Torres y Chocquibtown en la canción oficial de la Copa América Argentina 2011, "Creo en América".
En 2013 grabó la canción Las cosas que vives para el álbum 20 - Grandes Éxitos de la exitosa Laura Pausini. Esta colaboración redeu Ivete a una invitación para cantar en el concierto de Laura Pausini en el famoso Madison Square Garden de Nueva York, donde Laura tenía la casa llena con una capacidad máxima.
En el mismo año, prestó su voz para la película Aviones donde interpretó a Carolina. También prestó su voz para la serie Jessie donde interpretó a la pareja de baile de Bertram, Salma Espinoza en el episodio "El timo de los juguetes".

## Discografía

### CD
Álbum (Estudio)
- Banda Eva (1993)

Pra Abalar (1994)
- Hora H (1995)
- Beleza Rara (1996)
- Eva, Você e Eu (1998)

### DVD
- Banda Eva - Ao Vivo (1997)

### CD
Álbum (Estudio)
- Ivete Sangalo (1999)
- Beat Beleza (2000)
- Festa (2001)
- Clube Carnavalesco Inocentes em Progresso (2003)
- As Super Novas (2005)
- Pode Entrar (2009)
- Real Fantasia (2012)

Álbum (Colaboraciones)
- A Casa Amarela - con Saulo Fernandes (2008)
- Ivete, Gil e Caetano (2012)
- Viva Tim Maia! - con Criolo (2015)

### DVD
- MTV ao Vivo (2004)
- Ivete no Maracanã (2007)
- Ivete Sangalo no Madson Square Garden (2010)
- IS 20 Anos (2014)
- Acústico em Trancoso (2016)
- Ivete Live Experience (2019)

### Coletâneas
- Se Eu Não Te Amasse Tanto Assim (2002)
- Ivete Sangalo (2002)
- A Arte de Ivete Sangalo (2005)
- Novo Millennium (2005)
- Ivete Sangalo (2006)
- Perfil (2008)
- Sem Limite (2008)
- Duetos (2010)
- O Carnaval de Ivete Sangalo (2012)
- Baladas de Ivete (2012)
- O Carnaval de Ivete Sangalo II (2013)
- As Nossas Canções (2013)
- O Carnaval de Ivete Sangalo III (2014)
- O Carnaval de Ivete Sangalo IV (2014)
- Sai do Chão: O Carnaval de Ivete Sangalo (2015)
- Duetos 2 (2017)

## Giras
Oficial
- Turnê Canibal (1999-01)
- Turnê Beat Beleza (2001-02)
- Turnê Festa (2002-03)
- Turnê Píer Bahia (2003-04)
- Turnê MTV ao Vivo (2004-06)
- Live! Tour (2006)
- Turnê D'As Super Novas (2006-07)
- Turnê Maracanã (2007-09)
- Turnê Dalila (2009-11)
- Madison Tour (2011-12)
- Turnê Real Fantasia (2012-14)
- IS20 Tour (2014-16)
- Turnê Acústico (2016-18)

Promocional
- Turnê M.A.I.S. (2010)
- Ivete Intimista (2013-15)
- Viva Tim Maia! - con Criolo (2015)